# Matej Mavrič
Matej Mavrič Rožič (Koper, RFS de Yugoslavia, 29 de enero de 1979) es un exfutbolista esloveno que jugaba como defensa.

## Selección nacional
Fue internacional con la selección de fútbol de Eslovenia en 37 ocasiones y convirtió un gol.

### Participaciones en Copas del Mundo
| Mundial                        | Sede      | Resultado      | Partidos | Goles |
| ------------------------------ | --------- | -------------- | -------- | ----- |
| Copa Mundial de Fútbol de 2010 | Sudáfrica | Fase de grupos | 0        | 0     |

## Clubes
| Club                    | País      | Año       |
| ----------------------- | --------- | --------- |
| NK Primorje             | Eslovenia | 1997-1999 |
| ND Gorica               | Eslovenia | 2000-2004 |
| Molde FK                | Noruega   | 2004-2006 |
| → TuS Coblenza (cedido) | Alemania  | 2007      |
| TuS Coblenza            | Alemania  | 2007-2010 |
| Kapfenberger SV         | Austria   | 2010-2012 |
| FC Koper                | Eslovenia | 2012-2013 |

## Palmarés

### Campeonatos nacionales
| Título                    | Club      | País      | Año  |
| ------------------------- | --------- | --------- | ---- |
| Copa de Eslovenia         | ND Gorica | Eslovenia | 2001 |
| Copa de Eslovenia         | ND Gorica | Eslovenia | 2002 |
| Primera Liga de Eslovenia | ND Gorica | Eslovenia | 2004 |
| Copa de Noruega           | Molde FK  | Noruega   | 2005 |